# ذو القراب الخارجي
ذو القِرَاب الخارجي (الاسم العلمي: Exotheca)، جنس من النباتات الإفريقية وجنوب شرق آسيا من فصيلة النجيلية.
النوع الوحيد المعروف منه هو ذو القِرَاب الخارجي الحبشي (Exotheca abyssinica)، الذي له توزيع متقطع (غير متصل). موطنها الأصلي في فيتنام وكذلك شرق وجنوب شرق أفريقيا (من إريتريا إلى موزمبيق)